# Mémorial national d'Oklahoma City
Le Mémorial national d'Oklahoma City (en anglais : Oklahoma City National Memorial) est un monument commémoratif situé dans le centre-ville d'Oklahoma City, aux États-Unis, inauguré le 19 avril 2000. 
Situé à l'emplacement du bâtiment fédéral Alfred P. Murrah, détruit le 19 avril 1995 par un attentat à la bombe, il honore la mémoire des victimes, des survivants, des sauveteurs, et de tous ceux dont la vie s'est retrouvée changée par la catastrophe.

## Historique

### L'attentat

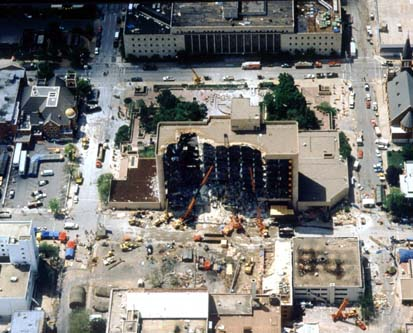
Vue aérienne du site après l'attentat d'Oklahoma City.

Le 19 avril 1995, Timothy McVeigh fait exploser un camion piégé devant le bâtiment fédéral Alfred P. Murrah. L'attentat détruit en grande partie l'immeuble et cause la mort de 168 personnes. D'autres bâtiments situés à proximité sont également endommagés.

### Le projet de mémorial
Lors des deux premières années suivant l'attentat, les seuls mémoriaux pour les victimes sont improvisés. Des jouets en peluche, des crucifix, des lettres et d'autres objets personnels sont laissés accrochés à la clôture de sécurité entourant le site. De nombreuses suggestions pour la création d'un mémorial adapté sont faites, mais un comité officiel sur le sujet n'a vu le jour qu'en 1996, lorsqu'un groupe composé de 350 membres, la Murrah Federal Building Memorial Task Force, est créé pour définir les plans d'un monument pour commémorer les victimes de l'attentat.
Le 1er juillet 1997, un projet est retenu à l'unanimité par un jury de quinze personnes sur 624 propositions,. Il s'agit de la construction d'un monument en plein air, accompagné d'un musée et d'un institut pour la prévention du terrorisme  conçu par des architectes d'Oklahoma City : Hans Butzer, Torrey Butzer et Sven Berg,. 
Le 9 octobre 1997, le président Bill Clinton signe l’Oklahoma City National Memorial Act qui crée officiellement le mémorial dont la gestion est confiée au Service des parcs nationaux et à la Fondation du Mémorial national d'Oklahoma City. Le même jour, le site est inscrit sur le Registre national des lieux historiques.

### Construction
Le mémorial est conçu pour un coût de 29 millions de dollars, sur la base de fonds publics et privés, : le gouvernement fédéral et l'État d'Oklahoma apportent 5 millions chacun, cependant que l'essentiel du financement est assuré par des dons privés. 10 millions sont seuls consacrés au mémorial, 7 millions pour le musée et 5 millions pour l'institut. 

### Ouverture au public
Il est inauguré par le président Bill Clinton le 19 avril 2000, soit cinq ans jour pour jour après l'attentat,. Prisé par le public, le mémorial accueille dès la première année 700 000 visiteurs. Le musée est lui ouvert le 19 février de l'année suivante.
Le mémorial est géré par le National Park Service.

## Le mémorial
Le mémorial consiste en un vaste espace de 13 000 m2, ouvert de façon permanente.

### Les portes du temps
Deux portes monumentales en bronze marquent les entrées du mémorial et encadrent symboliquement le moment de l'explosion, à 9 h 02. Sur la face intérieure de chacune d'entre elles est inscrit un horaire décisif, 09 h 01, dernier instant avant la catastrophe sur la porte de l'est, et 09 h 03, première minute après, sur celle située à l'ouest.
Elles encadrent un miroir d'eau qui marque l'emplacement de la rue où l'explosion a eu lieu.

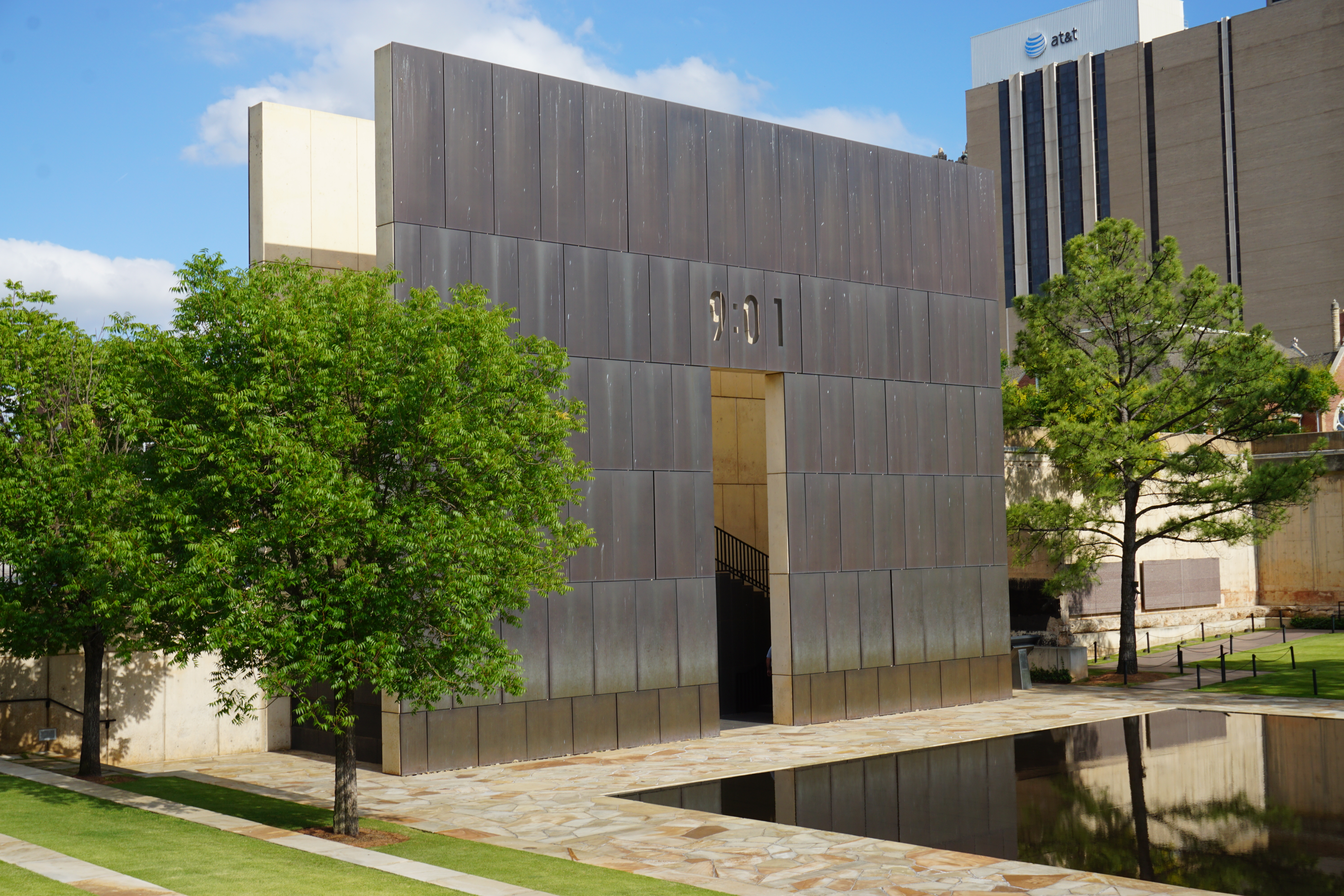
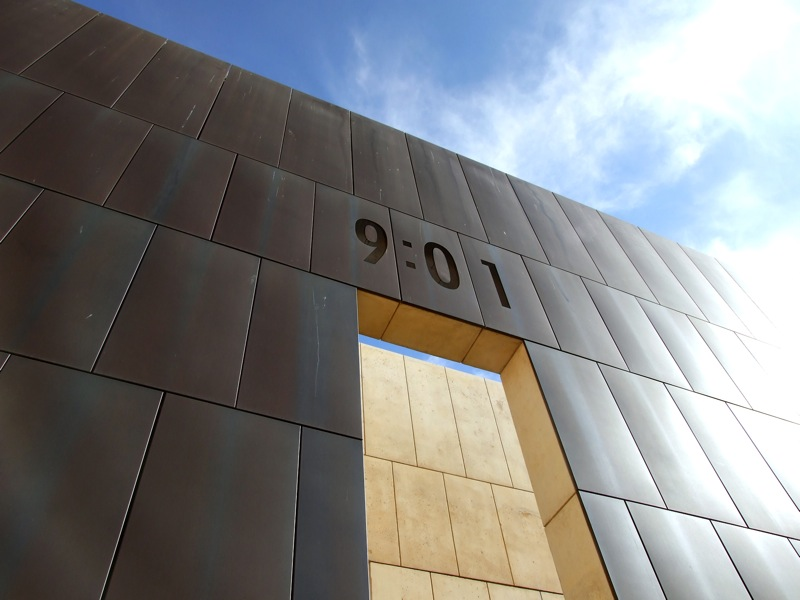
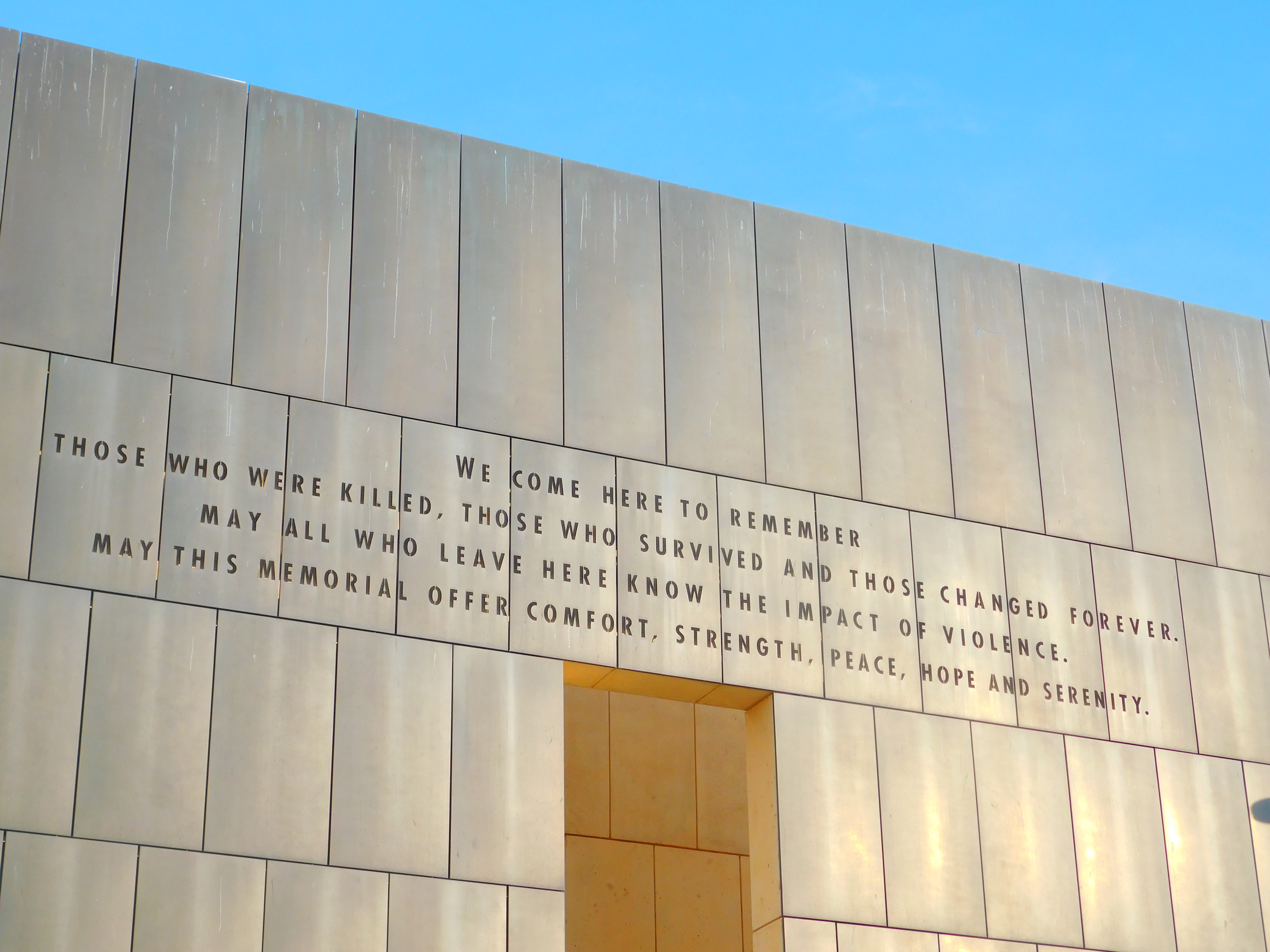

### Les chaises vides
Au sud, l'emplacement du bâtiment Alfred Murrah est occupé par un champ de 168 chaises vides représentant symboliquement toutes les victimes.

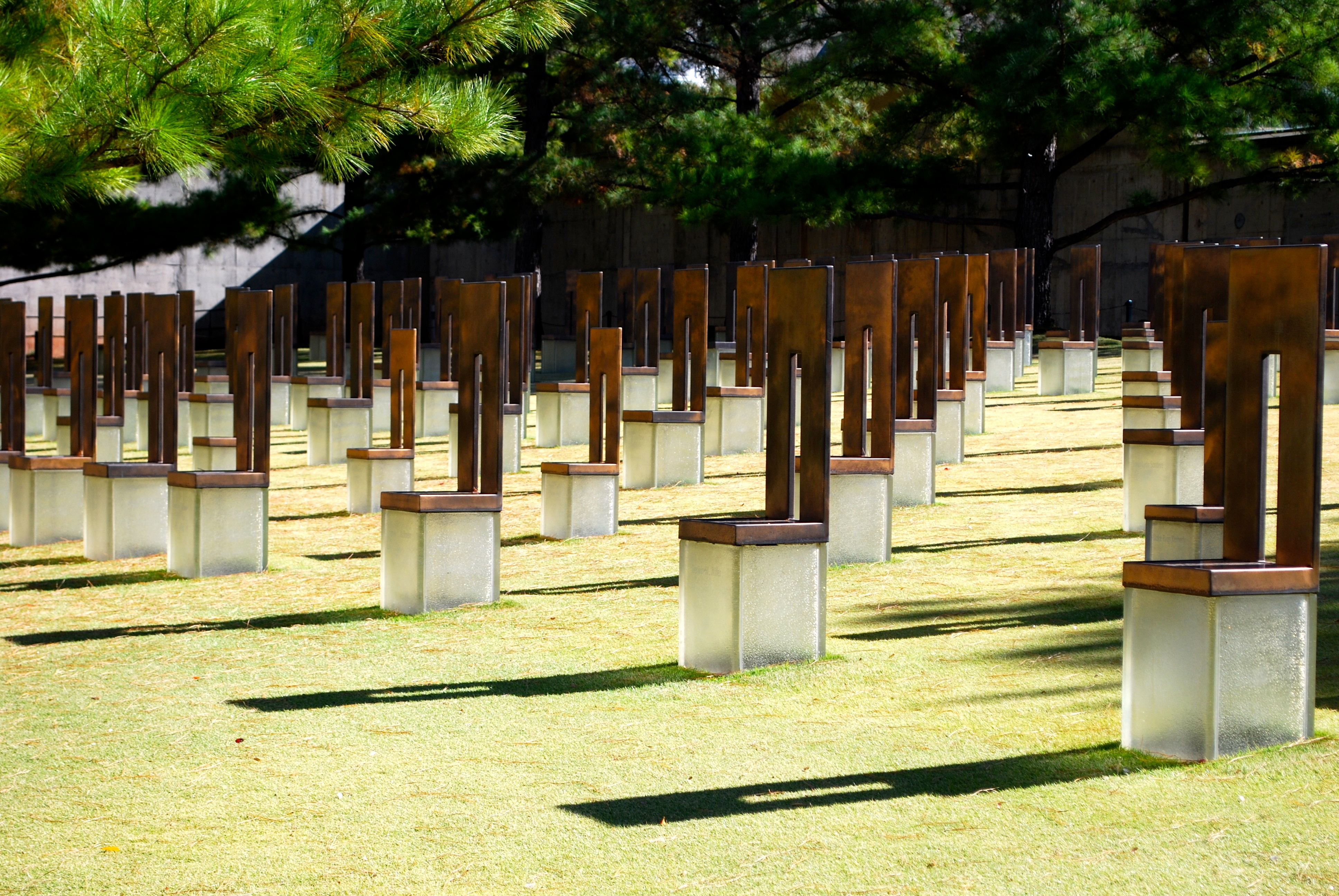
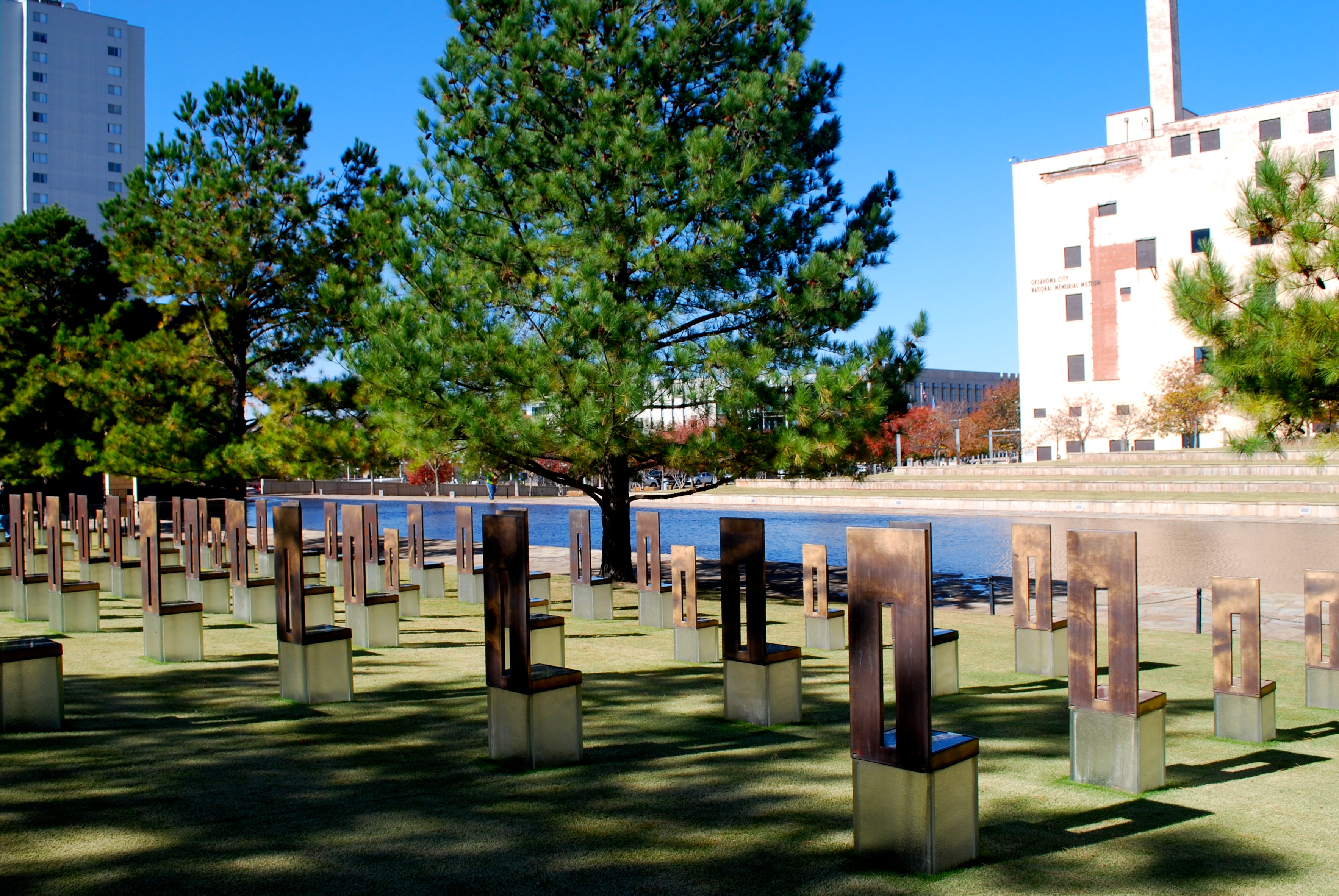
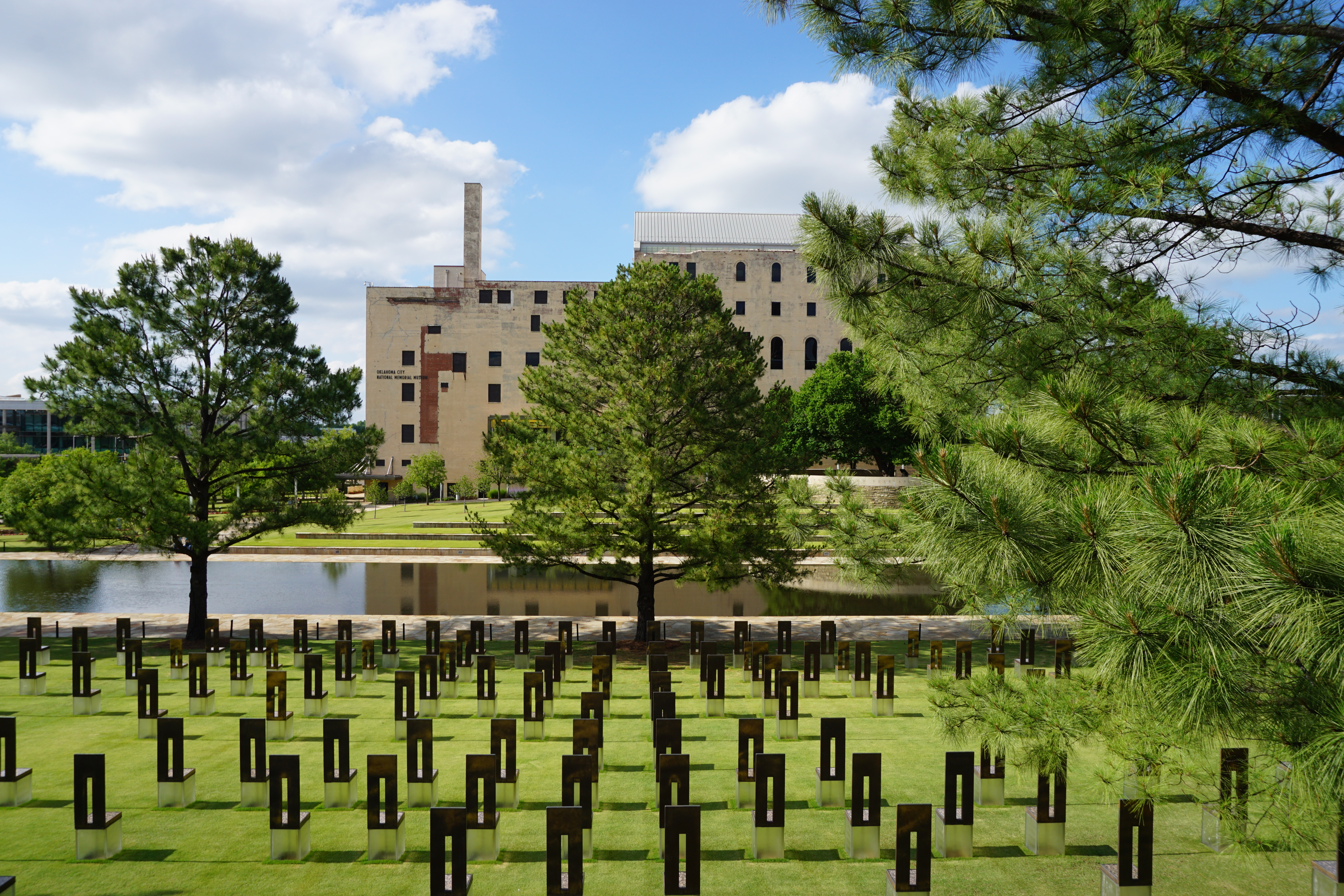
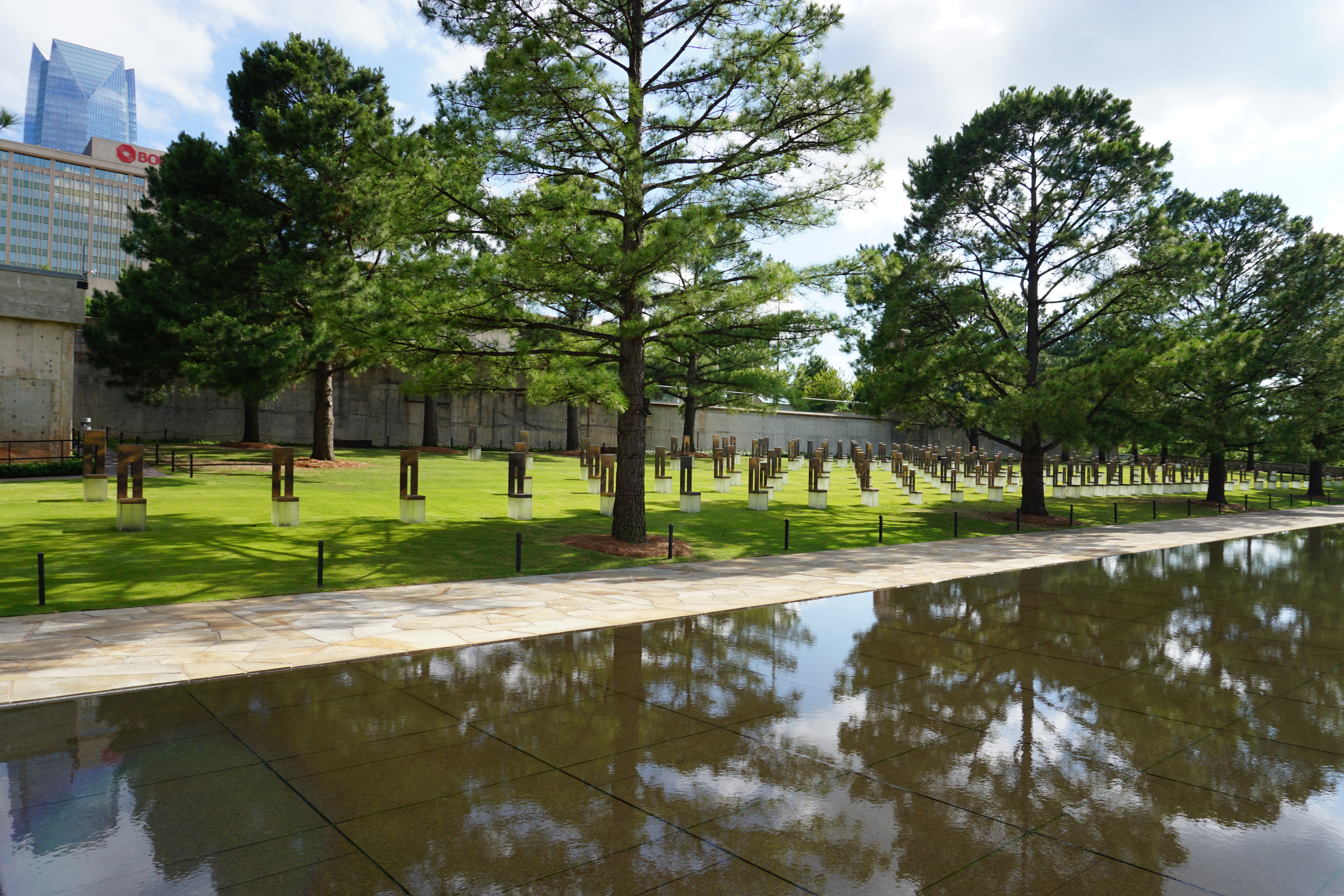

### L'arbre survivant
Sur le côté nord du mémorial s'élève un orme d'Amérique, seul arbre existant au bord de la rue longeant autrefois le bâtiment Alfred Murrah. Il a résisté à l'attentat.

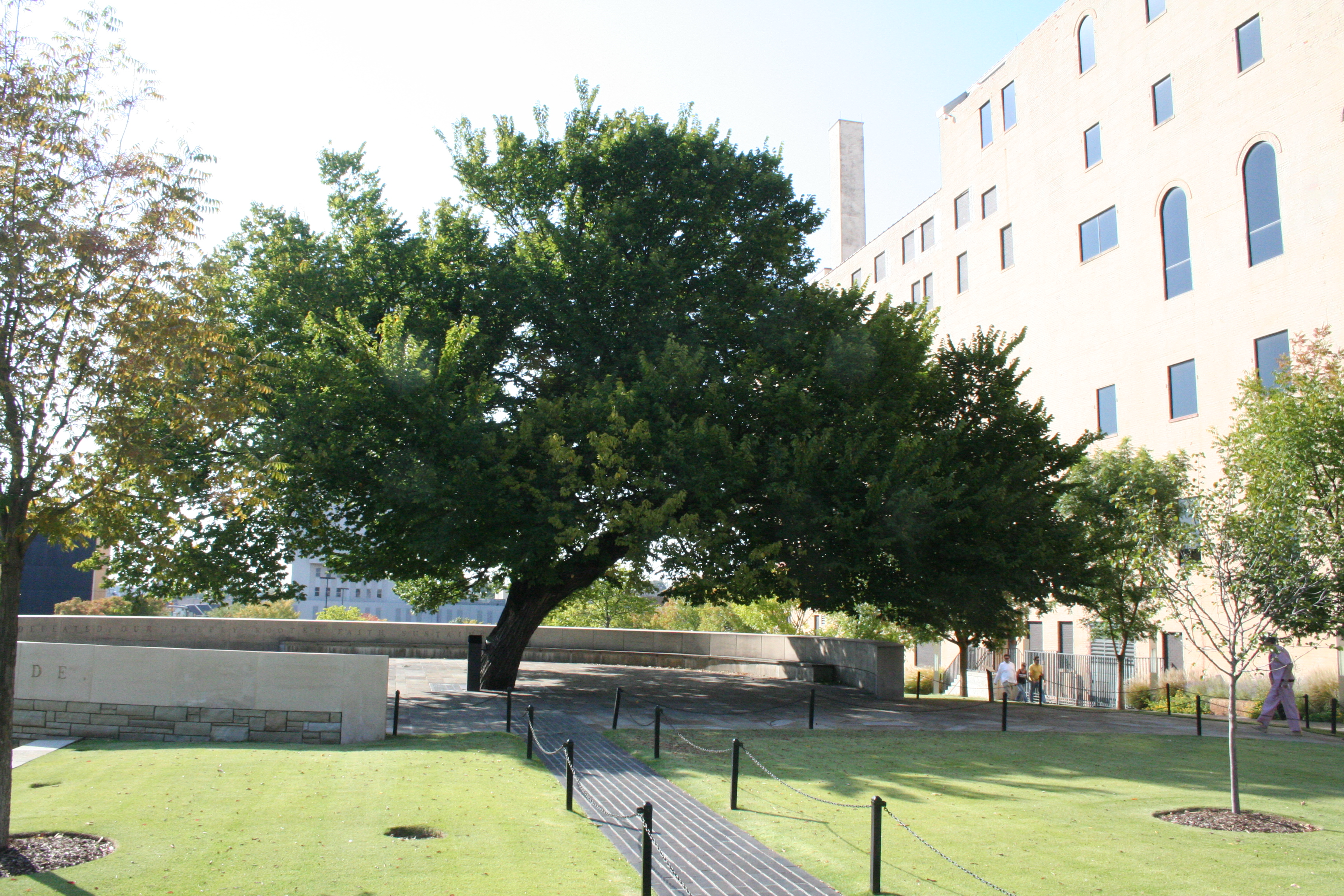
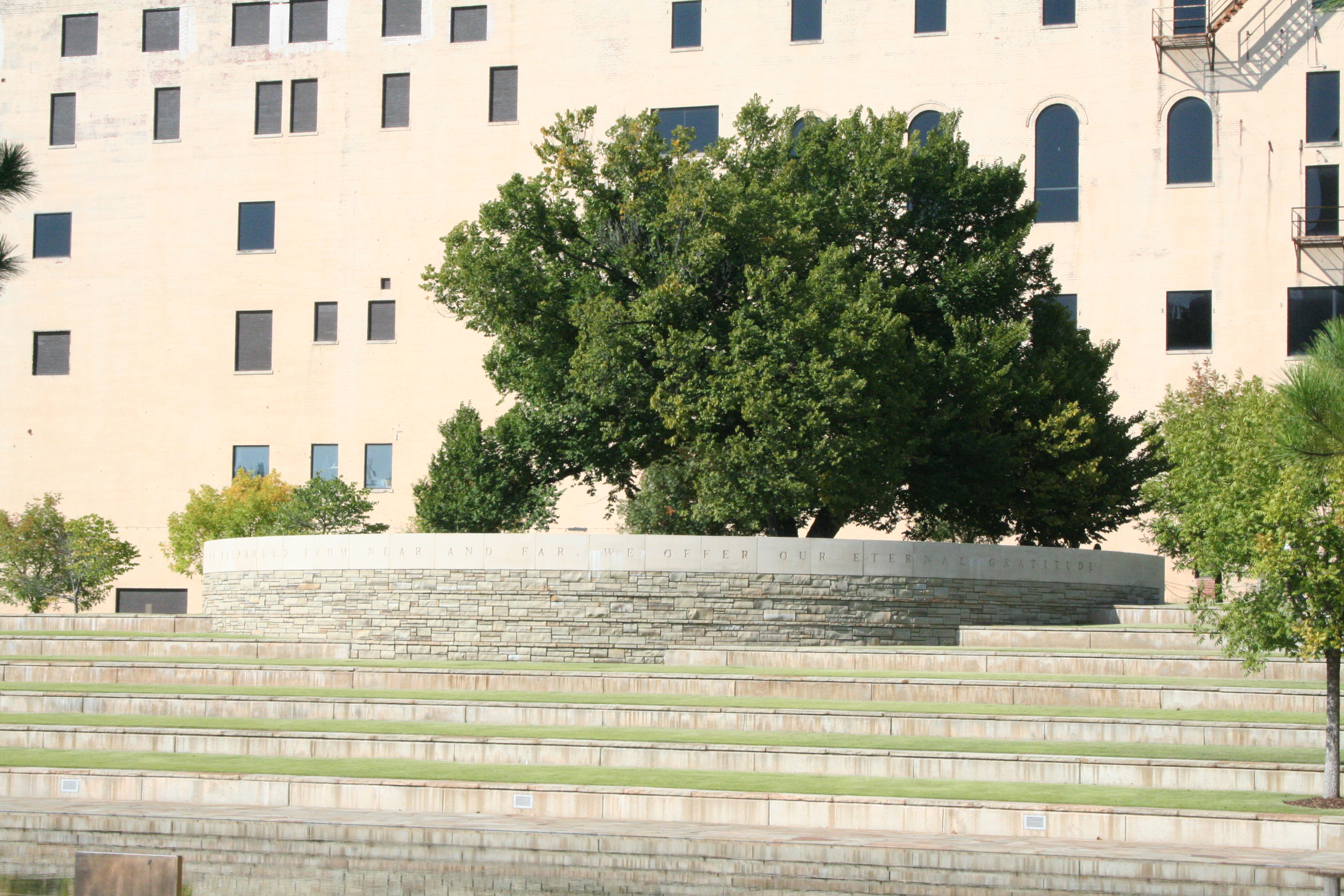

## Le musée
Sur le côté nord du mémorial, le musée du mémorial et l'Institut pour la prévention du terrorisme occupent l'ancien siège du quotidien The Journal Record.

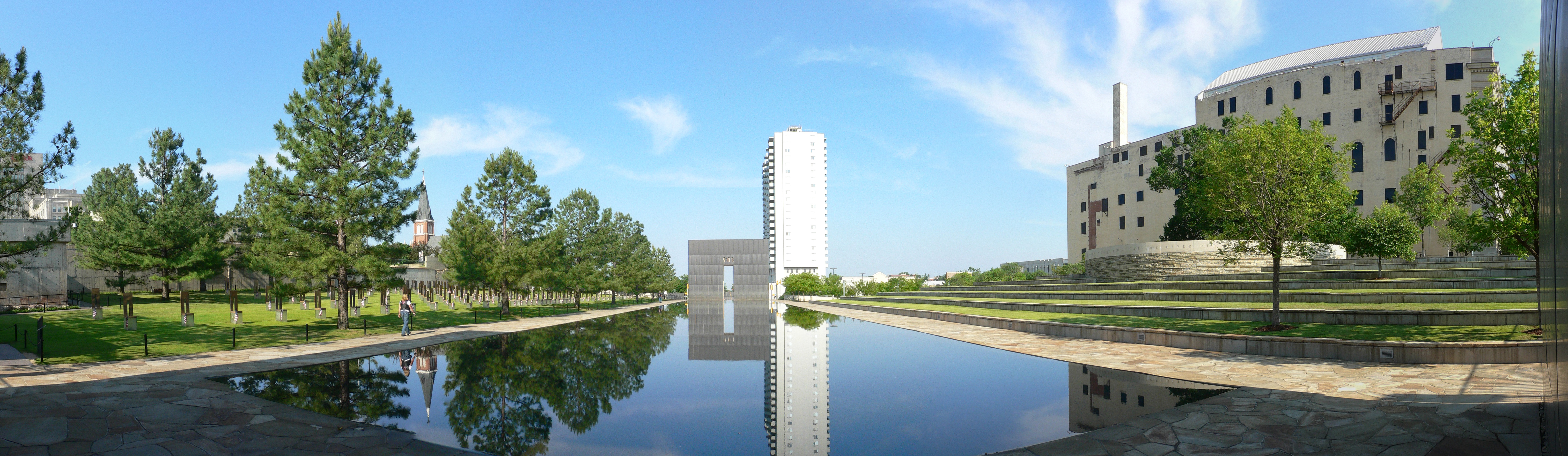
Vue panoramique du mémorial, depuis la base du miroir d'eau. De gauche à droite : les chaises du mémorial, la porte du temps ouest, l'arbre survivant et l'ancien siège de The Journal Record. La cathédrale Saint-Joseph d'Oklahoma City est visible sur la partie gauche.